# Atanasie Mironescu
Mitropolitul Atanasie (din botez Alexandru Mironescu; n. 12 august 1856, Trohan, Vaslui – d. 9 octombrie 1931, București) a fost un cleric român, care a deținut demnitatea de mitropolit-primat al Bisericii Ortodoxe Române (1909-1911).

## Biografie
S-a născut la data de 12 august 1856, în comuna Trohan (jud. Vaslui), în familia unui preot. După studii la Seminarul “Veniamin Costachi" de la Socola (1870-1877), a fost hirotonit preot pentru satul natal (1879-1881), dar rămânând văduv s-a înscris la Facultatea de Teologie din București (1881-1882), apoi la cea din Cernăuți (1882-1886), unde a obținut doctoratul în teologie. Mitropolitul primat Atanasie Mironescu a fost ales ca membru de onoare al Academiei Române (25 mai 1909).
Este numit apoi ca director la Internatului teologic din București (1886-1887), profesor suplinitor la Seminarul “Central" (1886-1887), profesor de Morală la Facultatea de Teologie din București (1887-1897), iconom stavrofor (1887). La 27 iunie 1895 este ales arhiereu titular cu titlul “Craioveanul", fiind călugărit la Mănăstirea Cernica sub numele Atanasie. Este hirotonit ca arhiereu la 5 februarie 1895. Din decembrie 1897 îndeplinește funcția de locțiitor de episcop al Râmnicului, apoi este ales episcop eparhiot tot acolo, la 12 martie 1898.
La 5 februarie 1909 a fost ales mitropolit primat al României, păstorind până la 28 iunie 1911, când s-a retras din scaun. IPS Atanasie a trăit apoi pentru restul vieții la Mănăstirea Cernica. Mitropolitul Atanasie a trecut la cele veșnice la 9 octombrie 1931, în București, fiind înmormântat la Mănăstirea Cernica.

## Operă
A scris sau a tradus lucrări de Istorie bisericească și de Morală, articole în Biserica Ortodoxă Română și Cuvântul Adevărului de la Râmnic, pastorale, conferințe și cuvântări. Dintre acestea se pot menționa:
- Memoriu asupra organizării Facultății de Teologie (București, 1887);
- O călătorie în Orient (București, 1885);
- Etica evoluționistă și etică creștină. Studiu critic asupra eticei lui Herbert Spencer (București, 1893);
- Manual de Teologie Morală (București 1895);
- Morala pentru copii (București, 1899);
- Sfaturi către preoți date după diferiți autori (București, 1909);
- Psaltire tradusă din evreiește de preoții Vasile Radu și Gala Galaction (1931);
- Sfânta Episcopie a eparhiei Râmnicului Noului Severin în trecut și acum (Râmnic, 1906);
- Istoria Mânăstirii Cernica (Cernica, 1930).

## Traduceri
- Sfântul Atanasie cel Mare. Traducere după cartea germană a lui Mohler (București, 1900);
- Istoria bisericească universală a lui Eusebiu Popovici (2 vol., București, 1900-1901).
- A revăzut și editat vechea traducere a lui Veniamin Costachi: Trimiterile cele patrusprezece ale Sfântului Apostol Pavel, de Teofilact al Ohridei (3 vol., București, 1904-1906) (în colaborare cu Gherasim Timuș).